# Jura Štimac
Jura Štimac (* 24. April 2001 in Zagreb) ist ein kroatischer Fußballspieler.

## Karriere
Štimac begann seine Karriere bei Inter Zaprešić. Zur Saison 2009/10 wechselte er zu Dinamo Zagreb. Im Februar 2010 schloss er sich dem NK Ponikve an. Im November 2012 kehrte er zu Zaprešić zurück. Im Februar 2015 wechselte er in die Jugend des NK Zagreb. Im Februar 2016 kehrte er zu Ponikve zurück. Zur Saison 2018/19 wechselte er zum Sechstligisten NK Mladost Kraj Donji, für den er sieben Spiele machte. Im Oktober 2018 zog er weiter zum NK Sutla Šenkovec, für den er 19 Spiele in der sechsthöchsten Spielklasse machte. Zur Saison 2019/20 wechselte er zum Fünftligisten NK Tondach Bedekovčina, für den er zwölf Spiele absolvierte.
Zur Saison 2020/21 wechselte Štimac nach Österreich zum fünftklassigen SC Grafenschachen, der zweiten Mannschaft des SC Pinkafeld. Bis zum COVID-bedingten Saisonabbruch kam er für Grafenschachen achtmal in der II. Liga zum Einsatz. Zur Saison 2021/22 rückte er dann in den Kader von Pinkafeld. Für Pinkafeld erzielte er in der Saison 2021/22 sieben Tore in 24 Einsätzen in der Burgenlandliga. In der Saison 2022/23 kam er auf elf Tore in 18 Spielen in der vierthöchsten Spielklasse.
Zur Saison 2023/24 wechselte Štimac zum Zweitligisten SV Lafnitz. Nachdem er zunächst noch für die Amateure der Lafnitzer gespielt hatte, debütierte er im April 2024 in der 2. Liga, als er am 23. Spieltag jener Saison gegen den SKU Amstetten in der 76. Minute für Ermin Mahmić eingewechselt wurde. Dies blieb sein einziger Einsatz für Lafnitz.
Zur Saison 2024/25 wechselte er nach Slowenien zum Zweitligisten ND Beltinci.